# Бехтеевка (Прохоровский район)
Бехтеевка — хутор в Прохоровском районе Белгородской области. Входит в состав Призначенского сельского поселения.

## История
В 1830 году часть жителей слободы Бехтеевка основали хутор с одноименным названием. В 1835 году крестьяне, проживавшие в селе Гусек-Погореловка, хуторах Бехтеевка, Гаюры, Басенков, Дубовый, Соколовка, Борисов, Цыгулев, Цецорин, Цуркин, были причислены к сословию государственных крестьян.
На хуторе работала земская школа, основанная в 1913 году.

## География
Находится в северной части Белгородской области, в лесостепной зоне, в пределах юго-западного склона Среднерусской возвышенности, при автодороге 14Н-553, на расстоянии примерно 5 километров (по прямой) к северо-востоку от Прохоровки, административного центра района. Абсолютная высота — 243 метра над уровнем моря.

### Климат
Климат характеризуется как умеренно континентальный, с относительно мягкой зимой и тёплым продолжительным летом. Среднегодовая температура воздуха — 5,4 °C. Средняя температура воздуха самого холодного месяца (января) — −9,2 °C; самого тёплого месяца (июля) — 16,4 — 24,3 °C. Безморозный период длится в среднем 155—160 дней. Годовое количество атмосферных осадков — 527—595 мм, из которых большая часть выпадает в тёплый период.

### Часовой пояс
Хутор Бехтеевка как и вся Белгородская область, находится в часовой зоне МСК (московское время). Смещение применяемого времени относительно UTC составляет +3:00.

## Население
| 2002 | 2010 |
| ---- | ---- |
| 84   | ↘77  |

### Половой состав
По данным Всероссийской переписи населения 2010 года в гендерной структуре населения мужчины составляли 50,6 %, женщины — соответственно 49,4 %.

### Национальный состав
Согласно результатам переписи 2002 года, в национальной структуре населения русские составляли 83 %.